# Zentrum für Interreligiösen Dialog
Das Zentrum für Interreligiösen Dialog (persisch مرکز گفتگوي اديان; engl. Center for Interreligious Dialogue; Abk. CID) ist eine Einrichtung der Organisation für Islamische Kultur und Beziehungen (Sāzmān-i Farhang wa-Irtibāṭāt-i Islāmī; ICRO), die zum Ministerium für Kultur und islamische Führung der Islamischen Republik Iran gehört und für auswärtige Kulturpolitik zuständig ist. Ali Mohammad Helmi (علي محمد حلمي) ist der Leiter des Zentrums für Interreligiösen Dialog.
Der Direktor des Ludwig-Boltzmann-Instituts für Menschenrechte in Wien, Manfred Nowak, besuchte 2011 den Iran und referierte und diskutierte am CID über „die Normen des Europarates und die Jurisprudenz des Europäischen Gerichtshofes für Menschenrechte zur Religionsfreiheit, an der ‘Iranischen Islamischen Menschenrechtskommission‘ mit deren Wissenschaftern über Theorie und Praxis des Folterverbots auf internationaler Ebene“.

„Zurzeit ist nur ein staatliches Institut am interreligiösen Dialog beteiligt, das der ICRO zugeordnete Zentrum für Interreligiösen Dialog (CID).“